# Sany Ukraine
Sany Ukraine – офіційний дилер китайської машинобудівної корпорації Sany Group (Sany Heavy Industry Co., Ltd.) в Україні. Корпорація Sany Heavy Industry працює в Україні понад 10 років, є постачальником техніки для гірничодобувної, будівельної, дорожньо-будівельної галузей.
Співробітництво із китайською корпорацією Sany Group
В 2018 році було засновано ТОВ “Сані Україна”, яке на 50% належить Кропачову, на 50% – представникам китайської машинобудівної корпорації Sany Group (Sany Heavy Industry Co., Ltd.).
Корпорація працює в Україні понад 10 років, є постачальником техніки для гірничодобувної, будівельної, дорожньо-будівельної галузей. За словами Кропачова, компанія “Сані Україна” буде виступати [Архівовано 24 березня 2019 у Wayback Machine.] офіційним дилером продукції Sany Group, а також постачатиме обладнання для шахт групи “Укрдонінвест”.
Зокрема, наприкінці 2018 року вже було завезено прохідницьку техніку на шахту “Краснолиманську”, а також комбайн-конвеєр для видобутку вугілля. За словами Кропачова, планується вийти на обсяги постачання обладнання на рівні $60 млн [Архівовано 24 березня 2019 у Wayback Machine.], з яких на $20 млн – для “Краснолиманської”, $10 млн – для ДТЕК, $30 млн — для державних шахт.
Видання “Наші гроші” повідомляло, що ТОВ «Сані Україна» уже бере участь в тендерних закупівлях державних шахт. Зокрема, ДП «Мирноградвугілля» 10 і 13 серпня за результатами тендерів уклало з ним чотири угоди про постачання обладнання на загальну суму 98,06 млн грн.
Також ТОВ “Сані Україна” має намір постачати техніку Sany Group для дорожнього будівництва. Крім того, планується інвестувати кошти у будівництво вітропарку. 
Партнером Sany Ukraine, а також офіційним дилером спецтехніки Sany в Україні є група компаній Модус. Так МПП Модус з 2019 року постачає землерийні екскаватори та автокрани SANY.